# Velim
Velim é uma comuna checa localizada na região da Boêmia Central, distrito de Kolín.